# StubHub
StubHub è il più grande sito di compravendita di biglietti online per competizioni sportive, concerti, opere teatrali e altri eventi dal vivo. È una società statunitense  presente in oltre 45 nazioni. Su StubHub vengono venduti in media 1,3 biglietti al secondo attraverso le piattaforme desktop e mobile nel mondo.
Con uffici a San Francisco, Madrid, Londra e altre capitali in tutto il mondo, StubHub promuove la compravendita di biglietti tra privati ed è stata pionera nella creazione di un sistema di garanzie denominato FanProtect Guarantee, grazie al quale StubHub assicura sia il venditore che l’acquirente. In questo modo, garantisce al venditore che riceverà il pagamento del biglietto una volta trascorso l´evento e all’acquirente che riceverà un rimborso completo in caso di cancellazione dell’evento (qualora non venga programmata una nuova data).
Oltre a operare come intermediario tra privati, StubHub vanta anche una divisione corporate che si occupa di offrire servizi e soluzioni esclusive e personalizzate per grandi aziende, pacchetti per gruppi ed esperienze VIP per assietere ai grandi eventi live

## Storia
L´azienda è stata fondata nel 2000 a San Francisco da Eric Baker e Jeff Fluhr, imprenditori laureati alla Stanford Business School.
Nel gennaio del 2007 StubHub è stata acquisita da eBay. Secondo la CNN Money, il 2007 è stato un anno di grandi successi per l´Azienda, concluso con 5 milioni di transazioni individuali: un numero che equivale alla somma di tutte le transazioni realizzate nei 6 anni precedenti.
L´espansione di StubHub in quasi 50 mercati avviene nel 2016 con l’acquisizione di Ticketbis, azienda di ticketing di origine basca già presente in Europa, America Latina e Asia.

## Funzionamento
Chiunque voglia mettere in vendita un biglietto può pubblicarlo gratuitamente, scegliere il prezzo desiderato e modificarlo in ogni momento fino al momento della vendita. Gli eventi hanno un'alta domanda e i prezzi tendono ad aumentare se i biglietti sono esauriti sul mercato primario, mentre, nella maggior parte dei casi, i prezzi tendono a scendere al di sotto del prezzo di vendita iniziale e, talvolta, rispetto al face value, nei giorni immediatamente precedenti alla data dell´evento. Quando si tratta di un biglietto cartaceo, la piattaforma si incarica di gestire il trasporto del biglietto tra venditore e acquirente con un corriere senza costi aggiuntivi.
Una volta effettuato l’acquisto, l´utente riceve quindi il suo biglietto in formato fisico o digitale, pronto per essere usato per accedere all´evento
Per alcuni mercati, StubHub ha implementato una tecnologia innovativa che consente di trovare i migliori biglietti disponibili, grazie a un algoritmo che segnala i posti disponibili che rappresentano la miglior opzione per l’utente per rapporto qualità-prezzo. Inoltre, StubHub ha applicato la virtual reality agli stadi, per mostrare agli utenti la visione a 360 gradi dal posto scelto. Questa opzione è disponibile al momento solo sulla app mobile della piattaforma.

## Partnership
Nel corso degli anni StubHub ha firmato accordi con più di 200 partner in tutto il mondo, tra cui più di 60 squadre NBA, MLB, NHL, MLS e NCAA, location come l’O2 Arena di Londra e piattaforme come AEG, AXS, Spectra Ticketing & Fan Engagement.
Con l´ultimo accordo firmato, StubHub è diventato ticket partner di Eurosport per la vendita di biglietti online di eventi sportivi. L'accordo riguarda i siti web e le piattaforme di Eurosport in Italia, Spagna, Francia, Germania e Regno Unito.